# واکنش جانشینی هسته‌دوستی تک‌مولکولی
واکنش جانشینی هسته دوست یک مولکولی(به انگلیسی: Unimolecular nucleophilic substitution) که به اختصار SN۱ نیز شناخته می‌شود، گونه‌ای از واکنش‌های جانشینی هسته دوست در واکنش‌های آلی است. از آنجایی که در مرحله تعیین‌کننده سرعت واکنش فقط یک مولکول دخالت دارد، اصطلاح یک مولکولی برای توصیف آن به کار رفته‌است. این واکنش از سینتیک مرحله اول برخوردار بوده و سرعت واکنش تنها به غلظت یکی از گونه‌های درگیر در واکنش وابسته‌است.
نمونه‌ای از واکنش SN۱، واکنش هیدرولیز ترت-بوتیل برمید با آب و تشکیل ترت-بوتانول است: